# Bingipura, Malur
Bingipura là một làng thuộc tehsil Malur, huyện Kolar, bang Karnataka, Ấn Độ.